# Gheorghe Mosiu
Gheorge Mosiu, romunski general, * 1892, † 1974.